# Pazinčica
A Pazinčica (Pazinski potok, Potok és Fojba néven is ismert) egy folyó Horvátországban, az Isztriai-félszigeten.

## Leírása
A Pazinčica az Isztria karsztos belső területének legnagyobb vízfolyása az Učka-hegység déli lejtőin ered és Pazin városában a vár alatti víznyelőben bukik a föld alá. Megállapították, hogy a víz egy része az Isztria keleti és középső részén, a Raša folyó völgyében tör elő ismét a felszínre. Hosszúsága 16,5 km, vízgyűjtő területe 82,9 km². Borut településig a folyót Borutski potoknak hívják. Mellékvizei balról a Rakov potok, a Pagobice, a Berčiž, a Novaki, a Perači, jobbról pedig a Lipa, az Orljak, a Ferneša és a Veliki potok. Valamennyi felszíni vízfolyás, mivel flis talajon folynak.
A víznyelőtől körülbelül 4 km-re található a Zarečki krov vízesés, és további 2 km-re a Pazinski krov vízesés. Pazinčicán régen több malom működött.

## Források

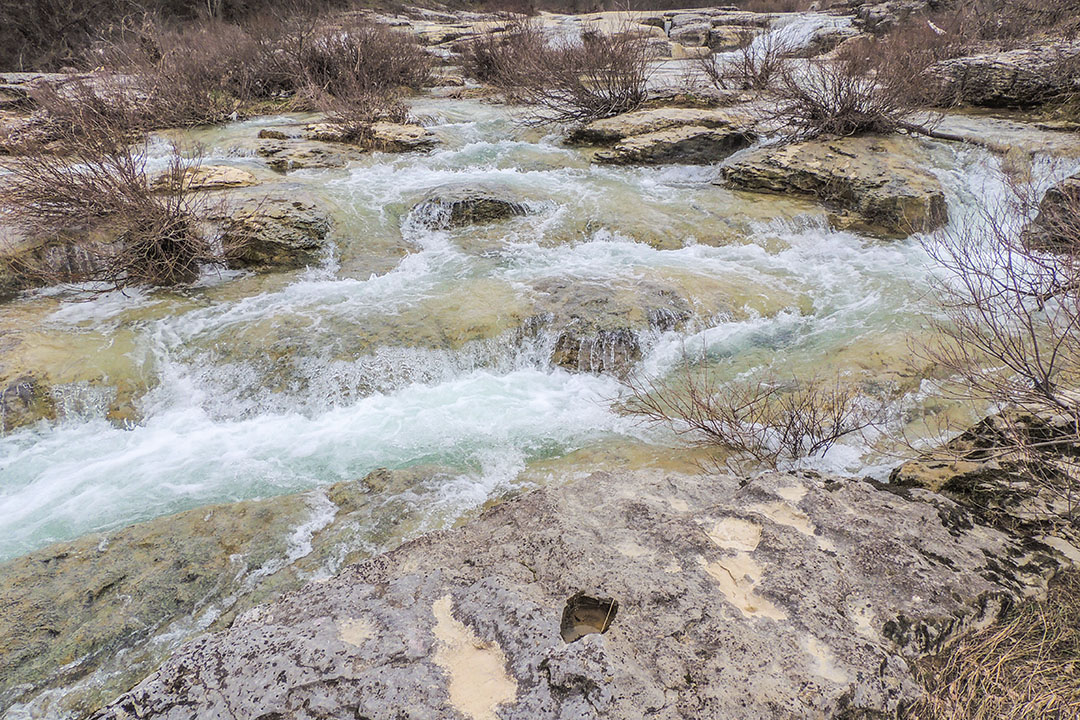
Zuhogók a Pazinčicán

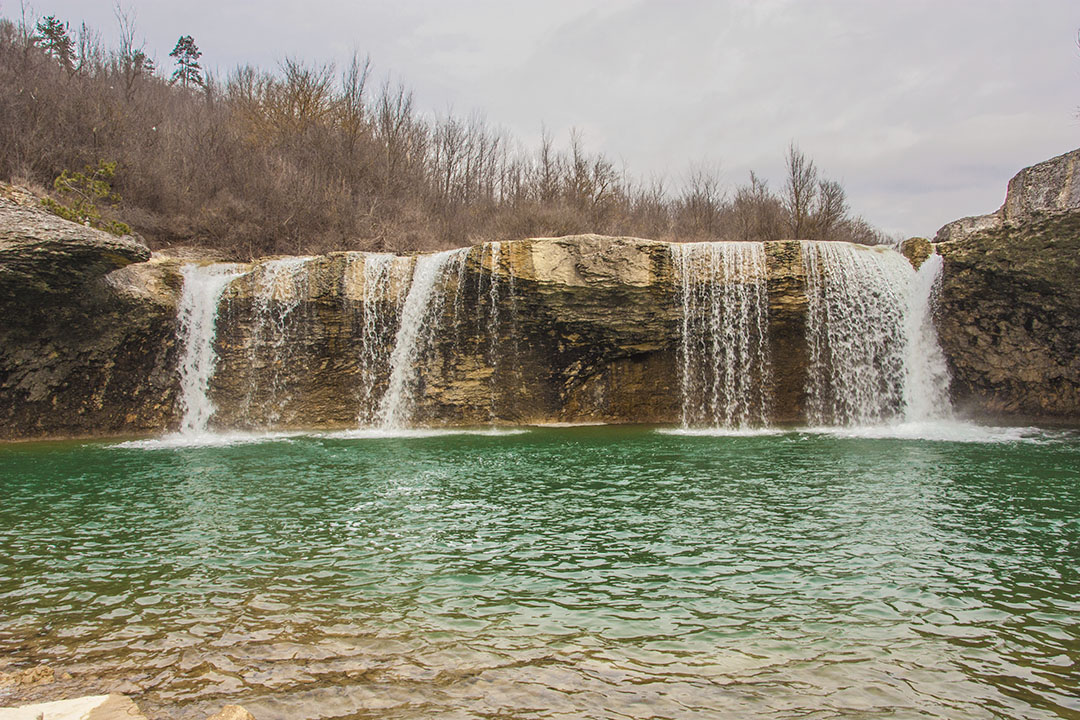
A Pazinski krov vízesés